# Pędzliczek
Pędzliczek (Syntrichia Brid.) – rodzaj mchów należący do rodziny płoniwowatych (Pottiaceae Schimp.).

## Systematyka i nazewnictwo
Według The Plant List rodzaj Syntrichia liczy 114 akceptowanych nazw gatunków oraz ich 90 synonimów.
Wykaz gatunków:
| - Syntrichia abranchesii (Luisier) Ochyra - Syntrichia aciphylla (Bruch & Schimp.) Jur. - Syntrichia aculeata (Wilson) R.H. Zander - Syntrichia agraria (Hedw.) F. Weber & D. Mohr - Syntrichia alpestris (Dixon) R.H. Zander - Syntrichia alpina Brid. - Syntrichia ammonsiana (H.A. Crum & L.E. Anderson) Ochyra - Syntrichia amphidiacea (Müll. Hal.) R.H. Zander - Syntrichia anderssonii (Ångström) R.H. Zander - Syntrichia andicola (Mont.) Ochyra - Syntrichia angustifolia (Herzog) Cano - Syntrichia antarctica (Hampe) R.H. Zander - Syntrichia astoma (Schiffner) Podp. - Syntrichia austro-africana (W.A. Kramer) R.H. Zander - Syntrichia baileyi (Broth.) R.H. Zander - Syntrichia bartramii (Steere) R.H. Zander - Syntrichia berthoana (Thér.) M. T. Gallego & M.J. Cano - Syntrichia bidentata (X.L. Bai) Ochyra - Syntrichia bipedicellata (E. Britton) R.H. Zander - Syntrichia bogotensis (Hampe) Mitt. ex R.H. Zander - Syntrichia boliviana M. T. Gallego & M.J. Cano - Syntrichia brachyclada (Cardot) R.H. Zander - Syntrichia brandisii (Müll. Hal.) R.H. Zander - Syntrichia breviseta (Mont.) Cano & M. T. Gallego - Syntrichia brevisetacea (Hampe ex F. Muell.) R.H. Zander - Syntrichia buchtienii (Herzog) Cano & M. T. Gallego - Syntrichia cainii (H.A. Crum & L.E. Anderson) R.H. Zander - Syntrichia calcicola J.J. Amann – pędzliczek wapienny - Syntrichia campestris (Dusén) R.H. Zander - Syntrichia canescens (Mont.) Delogne - Syntrichia caninervis Mitt. - Syntrichia cavallii (G. Negri) Ochyra - Syntrichia ciliata (Broth.) R.H. Zander - Syntrichia conferta (E.B. Bartram) R.H. Zander - Syntrichia costesii (Thér.) R.H. Zander - Syntrichia crenulata (Warnst.) J.J. Amann - Syntrichia cuneifolia (Dicks.) Delogne - Syntrichia densa (Velen.) J.-P. Frahm - Syntrichia desertorum (Broth.) J.J. Amann - Syntrichia didymodontoides (Broth.) R.H. Zander - Syntrichia epilosa (Broth. ex Dusén) R.H. Zander - Syntrichia ericetorum (Dicks. ex With.) Brid. - Syntrichia filaris (Müll. Hal.) R.H. Zander - Syntrichia flagellaris (Schimp.) R.H. Zander - Syntrichia fontana (Müll. Hal.) R.H. Zander - Syntrichia fragilis (Taylor) Ochyra - Syntrichia fuscoviridis (Cardot) R.H. Zander - Syntrichia geheebiaeopsis (Müll. Hal.) R.H. Zander - Syntrichia gemmascens (P.C. Chen) R.H. Zander - Syntrichia glabra J.-P. Frahm & M. T. Gallego - Syntrichia glacialis (Kunze ex Müll. Hal.) R.H. Zander - Syntrichia gromschii (Thér.) R.H. Zander - Syntrichia handelii (Schiffner) S. Agnew & Vondr. - Syntrichia jaffuelii (Thér.) R.H. Zander - Syntrichia lacerifolia (R.S. Williams) R.H. Zander - Syntrichia laevipila Brid. – pędzliczek gładkowłoskowy | - Syntrichia latifolia (Bruch ex Hartm.) Huebener – pędzliczek szerokolistny - Syntrichia leucostega (Müll. Hal.) R.H. Zander - Syntrichia leucostoma (R. Br.) Spreng. - Syntrichia limensis (R.S. Williams) R.H. Zander - Syntrichia linguifolia (Herzog) R.H. Zander - Syntrichia lithophila (Dusén) Ochyra & R.H. Zander - Syntrichia longimucronata (X.J. Li) R.H. Zander - Syntrichia magellanica (Mont.) R.H. Zander - Syntrichia magilliana L.E. Anderson - Syntrichia minor (Bizot) M. T. Gallego, J. Guerra, M.J. Cano, Ros & Sanchez-Moya - Syntrichia mollis (Bruch & Schimp. ex Müll. Hal.) R.H. Zander - Syntrichia montana Nees – pędzliczek górski - Syntrichia muricata M. T. Gallego & Cano - Syntrichia napoana (De Not.) Cano & M. T. Gallego - Syntrichia norvegica F. Weber - Syntrichia obtusissima (Müll. Hal.) R.H. Zander - Syntrichia pagorum (Milde) J.J. Amann - Syntrichia papillosa (Wilson) Jur. – pędzliczek brodawkowaty - Syntrichia papillosissima (Copp.) Loeske - Syntrichia percarnosa (Müll. Hal.) R.H. Zander - Syntrichia phaea (Hook. f. & Wilson) R.H. Zander - Syntrichia pichinchensis (Taylor) R.H. Zander - Syntrichia polylepidis (Herzog) Cano & M. T. Gallego - Syntrichia princeps (De Not.) Mitt. - Syntrichia prostrata (Mont.) R.H. Zander - Syntrichia pseudohandelii (J. Froehl.) S. Agnew & Vondr. - Syntrichia pseudolatifolia (Cardot) M.J. Cano & M. T. Gallego - Syntrichia pseudorobusta (Dusén) R.H. Zander - Syntrichia pygmaea (Dusén) R.H. Zander - Syntrichia ramosissima (Thér.) R.H. Zander - Syntrichia reflexa R.H. Zander - Syntrichia rigescens (Broth. & Geh.) Ochyra - Syntrichia robusta (Hook. & Grev.) R.H. Zander - Syntrichia rubella (Hook. & Wilson) R.H. Zander - Syntrichia rubra (Mitt.) R.H. Zander - Syntrichia rufa (Schimp. ex Besch.) O'Shea - Syntrichia rupicola B.H. Allen - Syntrichia ruralis (Hedw.) F. Weber & D. Mohr – pędzliczek wiejski - Syntrichia sarconeurum (Hook. f. & Wilson) Ochyra & R.H. Zander - Syntrichia saxicola (Cardot) R.H. Zander - Syntrichia scabrella (Dusén) R.H. Zander - Syntrichia scabrinervis (Müll. Hal.) R.H. Zander - Syntrichia schmidii (Müll. Hal.) Mitt. - Syntrichia schnyderi (Müll. Hal.) R.H. Zander - Syntrichia serrata (Dixon) R.H. Zander - Syntrichia serripungens (Lorentz & Müll. Hal.) R.H. Zander - Syntrichia serrulata (Hook. & Grev.) Cano - Syntrichia sinensis (Müll. Hal.) Ochyra – pędzliczek chiński - Syntrichia socialis (Dusén) R.H. Zander - Syntrichia spuria J.J. Amann - Syntrichia subaristata (Bruch & Schimp. ex Müll. Hal.) R.H. Zander - Syntrichia submontana (Broth.) Ochyra - Syntrichia subpapillosa (Cardot & Broth.) Matteri - Syntrichia subpapillosissima (R.B. Pierrot ex W.A. Kramer) M. T. Gallego & J. Guerra - Syntrichia sucrosa K. M. Kellman - Syntrichia virescens (De Not.) Ochyra – pędzliczek zielonawy - Syntrichia viridula (Müll. Hal.) R.H. Zander - Syntrichia xerophila (Herzog) S.P. Churchill |

## Ochrona
Przedstawiciele rodzaju pędzliczek brodawkowaty Syntrichia papillosa, p. chiński S. sinensis, p. gładkowłoskowy S. laevipila, p. szerokolistny S. latifolia i p. zielonawy S. virescens są od 2004 roku objęte w Polsce ochroną gatunkową, początkowo ścisłą, a od 2014 r. częściową.